# Gelber Schlankcichlide
Der Gelbe Schlankcichlide oder Gestreifte Tanganjikabarsch (Julidochromis ornatus) ist ein Buntbarsch aus Afrika.

## Vorkommen und Lebensraum
Julidochromis ornatus ist ein Endemit und bewohnt das felsige Ufer des Tanganjikasees. Die Wassertemperatur beträgt 26–28 °C. Zudem ist das Wasser leicht basisch (pH 7,0–8,0).

## Merkmale
Die Länge des Fisches beträgt ca. 8 cm. Geschlechtsunterschiede sind nicht sehr stark ausgeprägt. Das Weibchen ist etwas kleiner als das Männchen. Zudem lässt sich beim Weibchen ein besonderes Unterwürfigkeitsverhalten (z. B. Krümmen) beobachten, da das Männchen sehr aggressiv ist.

## Sexualverhalten und Brut
Das Weibchen legt ca. 20–50 Eier in eine Höhle, worauf die Jungtiere nach 48 Stunden Inkubationszeit schlüpfen. Die Jungfische halten sich lange in der Umgebung des Laichplatzes auf und werden von ihren Eltern beschützt (bis zum nächsten laichen). 
Es können auch Hybride zwischen den Arten Julidochromis ornatus und Julidochromis marlieri (Schachbrett-Schlankcichlide) entstehen, diese sind jedoch unfruchtbar. Die Hybride erinnern an Julidochromis transcriptus (Schwarzweißer Schlankcichlide).

## Haltung als Zier- und Zuchtfisch
Der Gelbe Schlankcichlide wird als Zierfisch gehalten. Es sollte darauf geachtet werden, dass genügend Platz vorhanden ist (ca. 50–100 l für ein Paar). Außerdem ist der Fisch aggressiv gegenüber anderen als auch gegenüber seiner eigenen Art, deshalb sollte er nicht in Gesellschaftsbecken gehalten werden.